# アーチボルド・キャンベル (初代アーガイル侯爵)

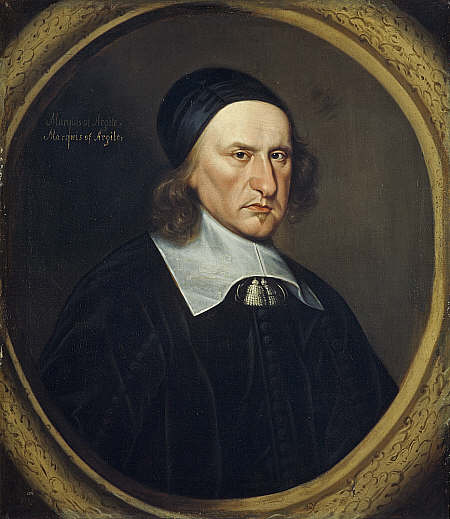
初代アーガイル侯爵アーチボルド・キャンベル

初代アーガイル侯爵・第8代アーガイル伯爵アーチボルド・キャンベル（Archibald Campbell, 1st Marquess of Argyll, 8th Earl of Argyll, 1607年3月 - 1661年4月27日）は、清教徒革命（イングランド内戦）期のスコットランドの貴族・政治家。
初め国民盟約のメンバーとしてイングランド王兼スコットランド王チャールズ1世と宗教問題で対立し反王党派として戦ったが、革命が進むにつれて議会派と王党派の間を行ったり来たりする反復常なき行動を繰り返した。革命が終わり王政復古の時期が来ると王党派からその行動を咎められ処刑された。

## 生涯
第7代アーガイル伯爵アーチボルド・キャンベルと第6代モートン伯爵ウィリアム・ダグラスの娘アグネスの長男として誕生、1638年に爵位を継ぎ第8代アーガイル伯となった。
チャールズ1世がイングランド国教会の監督制をスコットランドに押し付けようとする姿勢に反発し、同年2月にモントローズ伯（後にモントローズ侯）ジェイムズ・グラハムやアレクサンダー・レズリー（後にリーヴェン伯爵）らと共に長老派教会（長老制）堅持を掲げて国民盟約を結成、1641年に和睦を求めるチャールズ1世から侯爵に叙された。しかし、方針を巡りモントローズ伯と対立し盟約派の結束を弱めた。また、1642年に第一次イングランド内戦が始まると議会派に味方する一方でチャールズ1世に連隊（後のスコッツガーズ）を送るなど、この頃から両派を天秤にかける態度を取り始めている。
1643年に議会派がスコットランドと接触すると、アーガイル侯は王党派のハミルトン公ジェイムズ・ハミルトンの反対を押し切り議会派のジョン・ピム、ヘンリー・ベインらと厳粛な同盟と契約を締結、リーヴェン伯率いる援軍がイングランドに派遣された。だがその際、宗教など両国の様々な違いを棚上げして締結を急いだため、第一次内戦が終わると契約内容を巡りイングランドとスコットランドの関係が悪化、それを見計らったハミルトン公がチャールズ1世と和解契約を結んでエンゲージャーズを結成、1648年の第二次イングランド内戦勃発に繋がった。
ところが、ハミルトン公が8月にプレストンの戦いで議会軍副司令官オリバー・クロムウェルに大敗すると（後に捕らえられ処刑）、余勢をかってスコットランドへ侵攻したクロムウェルと10月に急遽和睦、第二次内戦を短期間で終結させハミルトン派を排除した。勢力拡大のための和睦だったが、長老派と相容れない独立派に属するクロムウェルとの和睦は不安定で、1649年に独立派によるチャールズ1世の処刑に反対しイングランド共和国に敵対、リーヴェン伯らと共に王党派に鞍替えしチャールズ2世を擁立して第三次イングランド内戦を勃発させた。
他方、モントローズ侯とはスコットランドを舞台にして争い続け（スコットランド内戦）、1645年の当初は戦上手のモントローズ侯にインヴァロッヒーの戦い（2月2日）・キルシスの戦い（8月15日）で負け続けていたが、第一次内戦が終わりに近づきリーヴェン伯の派遣軍がイングランドから戻ることが決まると形勢は逆転、味方に逃げられ弱体化したモントローズ侯の軍を9月13日のフィリップホフの戦いで勝利、敗れたモントローズ侯が大陸へ亡命したことでスコットランドはアーガイル侯の支配下に入った。1650年3月にチャールズ2世に呼応し再挙を図るモントローズ侯を4月27日のカービスデイルの戦いで破り、逃亡したモントローズ侯を捕らえ5月21日に処刑、チャールズ2世を手中に収めスコットランドの実権を握った。
だが、クロムウェルに歯が立たず9月3日のダンバーの戦いでデイヴィッド・レズリー（リーヴェン伯の甥）が率いるスコットランド軍が共和国軍に大敗、スコットランド南部を占領され早くも存亡の危機に立たされたアーガイル侯は1651年1月1日にチャールズ2世の戴冠式を挙行、諸勢力の糾合を図った。しかしクロムウェルの勢いを止められず9月3日のウスターの戦いでスコットランド軍が連敗しチャールズ2世は大陸へ亡命、クロムウェルの部下ジョージ・マンクがスコットランド北部も制圧するにおよんで、アーガイル侯は1652年に観念して降伏した。こうしてスコットランドは独立を失い、イングランドとの合同で共和国に編入された。
1658年にスコットランド選出議員となるが、1660年に共和国が終わり王政復古が成立すると、共和国での行動を反逆罪に問われ1661年4月27日に処刑された。54歳だった。アーガイル侯政権下で反逆者扱いされていたモントローズ侯は評価が逆転、英雄にされて国葬が執り行われ遺体はセント・ジャイルズ大聖堂に埋葬されたが、皮肉なことにアーガイル侯もセント・ジャイルズ大聖堂に埋葬され、現在は両者共に大聖堂で眠っている。
所領と爵位は没収され息子のアーチボルド・キャンベルも投獄されてキャンベル氏族は危機に陥ったが、1663年にそれらを取り戻し復権した。

## 家族
第7代モートン伯爵ウィリアム・ダグラスの娘で従姪に当たるマーガレット・ダグラスと結婚、2男4女を儲けた。
- アーチボルド（1628/1629年2月26日 - 1685年6月30日）- 第9代アーガイル伯爵。
- ニール（1630年 - 1692年4月）- イーストジャージー植民地副総督を務めた。
- アン（1660年没）
- ジェーン（1712年7月31日没）- 1660年に初代ロジアン侯爵ロバート・カーと結婚、子あり。
- メアリー（1634年 - 1690/1年2月4日）- 1657年に第6代ケイスネス伯爵（英語版）と結婚、子あり。
- イザベラ（1650年5月20日 - 1663年10月19日）